# Lilian Bond
Lilian Bond (18 de enero de 1908 - 25 de enero de 1991) fue una actriz cinematográfica británica que trabajó principalmente desde finales de la década de 1920 hasta la de 1940, siendo la mayoría de sus películas de serie B.
Nacida en Londres, Inglaterra, empezó su carrera con el film de 1929 No More Children. Entre 1929 y 1931 trabajó en nueve películas, destacando en 1931 el western Rider of the Plains, con Tom Tyler. En 1932 fue seleccionada como una de las catorce "WAMPAS Baby Stars", junto a las futuras leyendas de Hollywood Gloria Stuart y Ginger Rogers. 
Entre 1932 y 1953 participó en treinta y nueve filmes, en algunos de ellos sin aparecer en los créditos, y en otros interpretando el papel de heroína. Probablemente su película más conocida es The Westerner (El forastero) (1940), en la cual hacía el papel de la legendaria actriz teatral Lillie Langtry, y en la que trabajaban Gary Cooper, Walter Brennan, y Doris Davenport. En la década de 1950 su carrera disminuyó, y se dedicó fundamentalmente a las actuaciones en series de televisión. Se retiró en 1958. 
Se casó en dos ocasiones. Su primer matrimonio, con Sidney Smith, tuvo lugar en 1934, en el cenit de su carrera. Se divorciaron en 1944. En 1950 se casó nuevamente, en esta ocasión con el actor Morton Lowry, conocido por su actuación en el film de 1939 The Hound of the Baskervilles, con el cual permanecería casada hasta la muerte de él en 1987. Bond falleció en 1991, a causa de un ataque cardiaco, en Reseda, California.